# Nati due volte
Nati due volte è un romanzo scritto nel 2000 da Giuseppe Pontiggia.
Le chiavi di casa, film di Gianni Amelio del 2004, è liberamente ispirato al romanzo.

## Trama
Il romanzo narra l'esperienza di Frigerio, un padre che ha la sorte di avere un figlio disabile di nome Paolo. Il romanzo narra una sequenza di episodi successivi alla nascita del bambino e utili a descrivere il mondo dell'handicap nella sua enorme complessità.
L'umanità di Paolo, il ragazzo disabile, il tormentato rapporto con la disabilità del proprio figlio e la dura esperienza delle difficoltà quotidiane non possono che trasformare poco a poco la visione della vita di Frigerio.
La narrazione procede dall'inizio alla fine del racconto con il padre che ricorda in prima persona gli episodi più significativi della sua esperienza, utilizzando l'occasione letteraria per proporre al lettore profonde riflessioni su se stesso, sulle persone che lo circondano e sulla vita stessa.

## Premi
- 2000 - Premio Letterario Basilicata[1]
- 2001 - Premio Campiello.[2],

## Edizioni
- Giuseppe Pontiggia, Nati due volte, collana Scrittori italiani e stranieri Mondadori, Arnoldo Mondadori Editore, 2000,  pp. 232, capp. 38, ISBN 88-04-53938-0.